# Polytrichadelphus giganteus
Polytrichadelphus giganteus là một loài rêu trong họ Polytrichaceae. Loài này được (Hook.) Mitt. mô tả khoa học đầu tiên năm 1869.